# جاسم المنو
جاسم المنو (10 يونيو 1988) لاعب كرة قدم بحريني يلعب حاليا لصالح نادي الدرجة الأولى سترة البحريني في مركز قلب الدفاع من 2006.